# Rodolfo Baglioni
Rodolfo o Ridolfo Baglioni (junio de 1512 - marzo de 1554) fue un condotiero italiano que combatió al servicio de diversos estados durante toda su carrera militar. 

## Biografía
Estuvo al servicio del esperador Carlos V durante la Guerra italiana de 1542-1546. Hijo de Malatesta II Baglioni y señor de Perugia, Bettona, Spello y Bastia Umbra.
En 1544 comandó a la caballería ligera florentina en la batalla de Cerisoles. En 1554 formó parte de las tropas florentino-imperiales en la batalla de Marciano (o de Scannagallo) contra Siena pero murió en combate en marzo de 1554 en Val di Chiana.